# One Night/All Night
Singles de Justice
Love S.O.S. (WWW)
(2024) Neverender
(2024)
One Night/All Night est une chanson du groupe de musique électronique français Justice, ayant en featuring Tame Impala, publiée le 24 janvier 2024. Il s'agit du premier morceau original du groupe depuis la sortie de Woman en 2016. Le morceau sert de single principal à leur album Hyperdrama, avec le morceau Generator en face B.

## Contexte
Gaspard Augé et Xavier de Rosnay ont décrit le processus de création de One Night/All Night et de Generator dans un communiqué de presse pour Rolling Stone :
« Nous voulions que [One Night/All Night] sonne comme si une itération techno de Justice avait trouvé un sample d'une itération disco de Kevin Parker. Kevin possède un sens de la mélodie qui est fascinant dans le sens où il arrive à écrire des mélodies qui sont à la fois simples et naturelles, mais également très particulières. Ce morceau oscille entre électro pure et disco pure, mais on n'a jamais les deux en même temps. Cette idée de passer en un instant d'un genre à l'autre dans un morceau est présente dans toute l'album, et cela se voit peut-être le mieux dans One Night/All Night. [...] Pour nous, [Generator] sonne comme Getaway de Salsoul Orchestra, mais avec des éléments de gabber et de techno hardcore des années 90. Le disco/funk, et l'électro en général, sont des éléments centraux de la musique qu'on produit avec Justice. Avec Hyperdrama, nous les faisons coexister, mais pas d'une manière tranquille. Nous aimons cette idée de les faire un peu se battre ».

## Sortie et réception
Justice a fait allusion à de nouveaux morceaux pour la première fois depuis 8 ans avec un post Instagram publié le 1er janvier 2024. Celui-ci fut suivi par plusieurs autres teasers, qui ont culminé avec l'annoncement officiel de One Night/All Night et de l'album Hyperdrama – en plus d'un court extrait du morceau – le 17 janvier,.
Le 24 janvier, le morceau est révélé officiellement, accompagné d'un clip vidéo réalisé par Anton Tammi, montrant de long plans d'organes du corps humain tirés de la couverture de l'album, avant de révéler complètement celle-ci.
À sa sortie, le single a reçu des critiques majoritairement positives. Stereogum a qualifié le morceau de « coup d'éclat », détaillant la manière dont celui-ci « s'envole à travers les galaxies disco-house ». Consequence a caractérisé One Night/All Night de « groove disco habile avec un air menaçant », tout en décrivant Generator comme étant « la marque de fabrique de Justice, avec des synthés buggés, une batterie nette et une ligne de basse gargantuesque ». Stereogum a également qualifié cette face B d'« instrumentale mécanique idéale pour une rave avec des robots ».

## Crédits
Compositeurs
- Gaspard Augé
- Xavier de Rosnay

Musiciens
- Vincent Taeger – batterie
- Vincent Taurelle – synthétiseur
- Tame Impala – chant

Producteurs
- Justice – producteur, mixage
- Vincent Taurelle – mixage
- Damien Quintard – mastering

## Classements
| Classement (2024)                | Meilleure position |
| -------------------------------- | ------------------ |
| Billboard (musique électronique) | 10                 |
| Billboard Japan                  | 14                 |
| RMNZ                             | 27                 |